# Літературна премія Сельми Лагерлеф
Приз Сельми Лагерлеф (швед. Stiftelsen Selma Lagerlöfs litteraturpris) — літературна нагорода, що вручається шведським авторам, що творять у дусі Сельми Лагерлеф, яка стала першою жінкою, що отримала Нобелівську премію з літератури. Нагороду було засновано 1983 року комуною Сунне та вперше вручено у 1984 році. Грошова складова призу становить 100 тисяч шведських крон. Нагородження відбувається щороку 13 серпня у місті Сунне.

## Лауреати
- 1984 Біргітта Тротціг
- 1985 Сара Лідман
- 1986 Астрід Ліндґрен
- 1987 Йоран Тунстрем
- 1988 Ларс Алін
- 1989 Керстін Екман
- 1990 Ларс Андерссон
- 1991 Ларс Юлленстен
- 1992 Туве Янссон
- 1993 Георг Генрік фон Райт
- 1994 Стіг Клаессон
- 1995 Улла Ісакссон
- 1996 Рольф Едберг
- 1997 Пер Улоф Енквіст
- 1998 Йоран Пальм
- 1999 Крістіна Лугн
- 2000 Торґні Ліндґрен
- 2001 Агнета Плейєль
- 2002 Петер Енґлунд
- 2003 П. С. Єрсільд
- 2004 Сігрід Комбюхен
- 2005 Біргітта Стенберг
- 2006 Ларс Якубсон
- 2007 Барбру Ліндґрен
- 2008 Юн Айвіде Ліндквіст
- 2009 Ларс Густафссон
- 2010 Ян Лееф
- 2011 Еллен Маттссон
- 2012 Клас Естергрен
- 2013 К'єлл Йоханссон
- 2014 Лотта Лутасс